# إف 1 2016 (لعبة فيديو)
إف 1 2016 (بالإنجليزية: F1 2016)‏ ، هي لعبة فيديو بريطانية من نوع سباق السيارات الفورمولا ون، طورها ونشرها شركة كودماسترز البريطانية، وتعمل لأنظمة التشغيل بلاي ستيشن 4 وإكس بوكس ون ومايكروسوفت ويندوز ، صدرت بتاريخ 19 أغسطس 2016م.